# Jelig
Jelig es un cerro ubicado a veinte minutos de la Provincia de Celendín, Departamento de Cajamarca en Perú, forma parte del sistema montañoso de la Cordillera Central y es la principal ruta para ir a Chachapoyas desde Celendín

## Historia

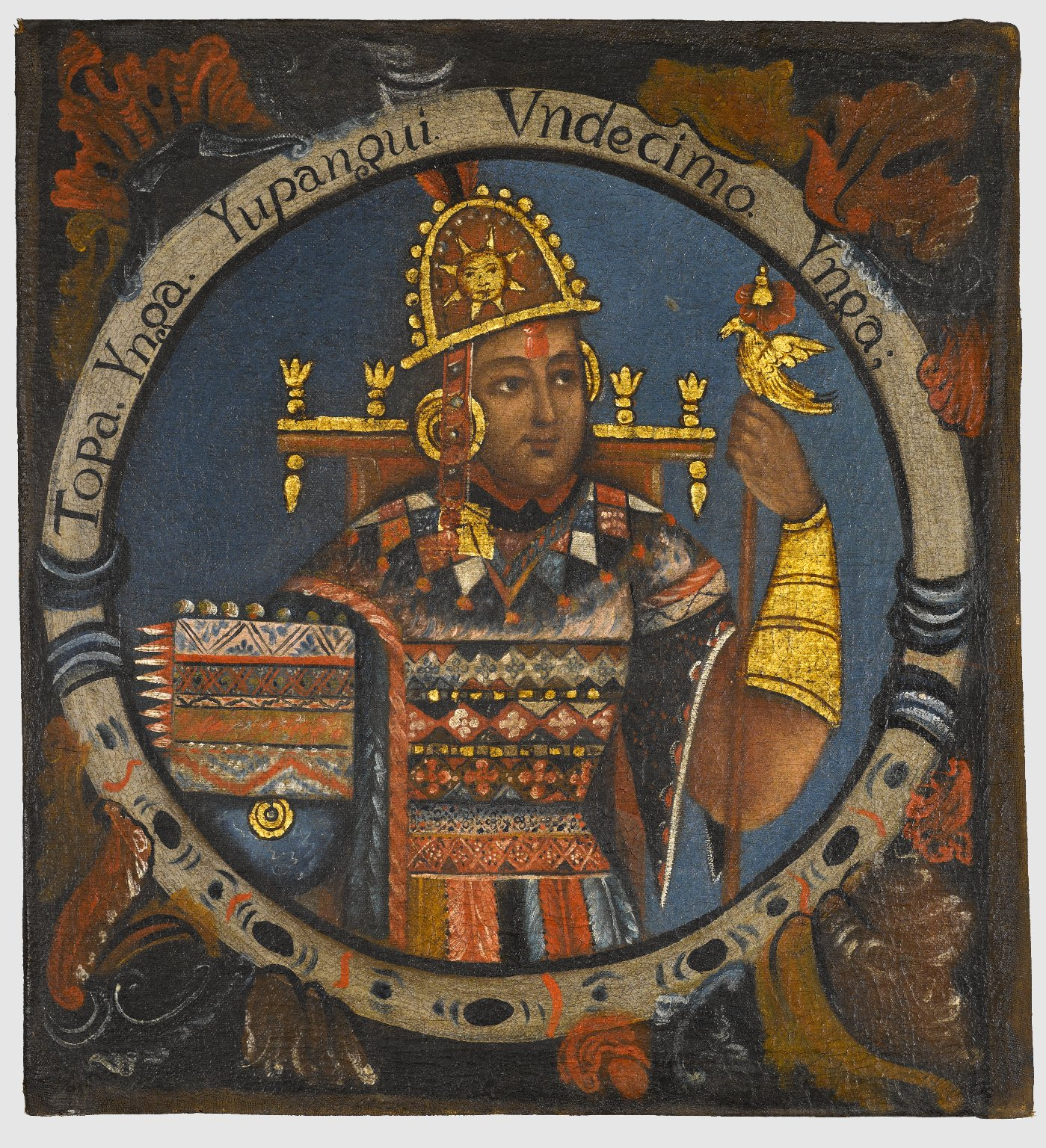
El Inca Túpac Yupanqui conquistó el Valle del río Marañón en el siglo XV

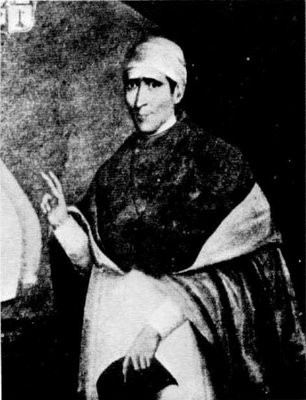
Baltasar Martínez Compañon tuvo la iniciativa de la creación de Celendín en 1796

Jelig, conocido también como Lanche Jelig, fue en los tiempos pre-incaicos y prehispánicos un centro de adoración a los dioses de varías culturas, conquistados por el Inca Túpac Yupanqui en el siglo XV, y los primeros europeos llegan en el siglo XVIII.

## Ubicación

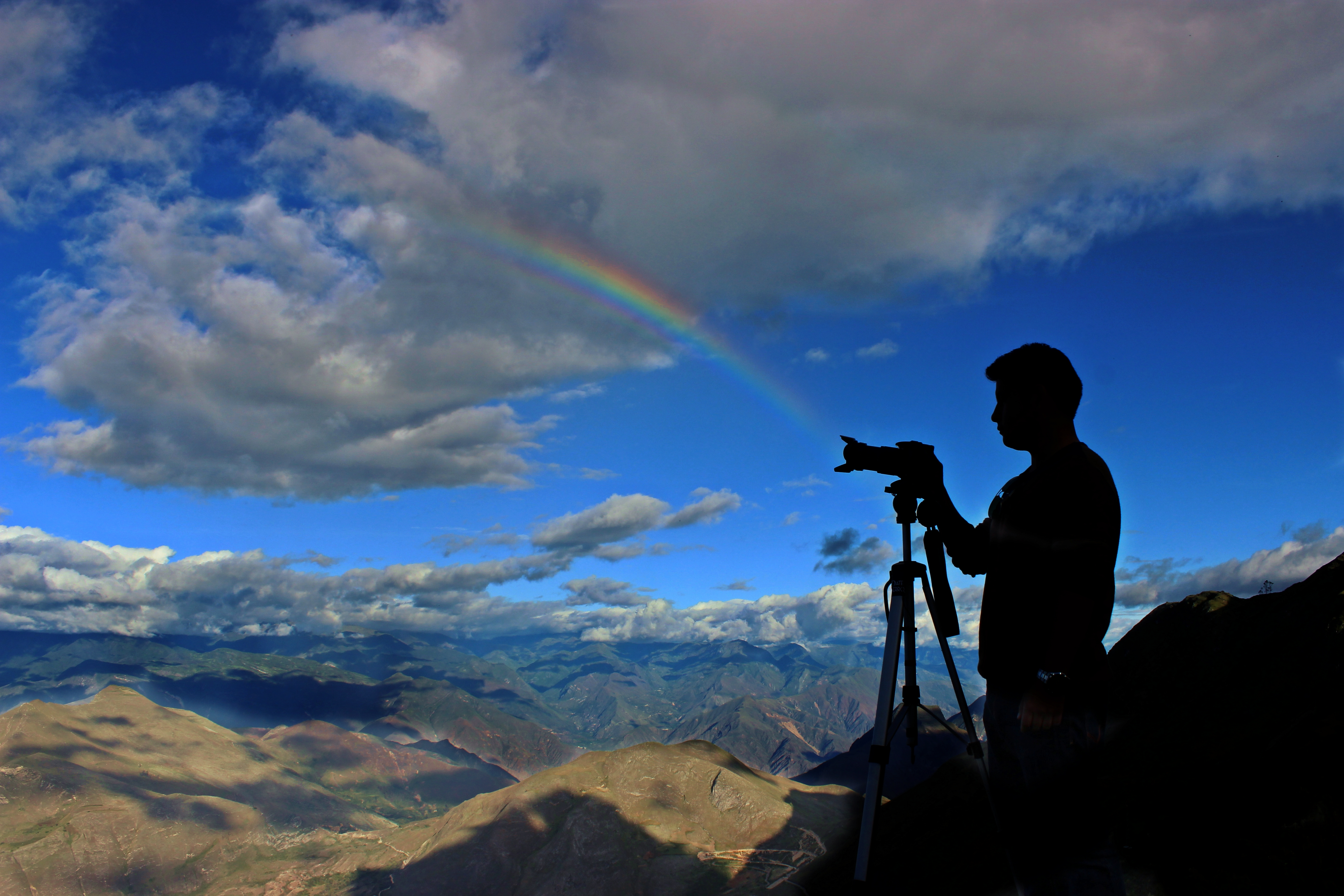
Una persona tomando una foto en lo más alto de Jelig

Se ubica en la provincia de Celendín, a 3410 m s. n. m., es también un mirador turístico donde se logra ver todo el Distrito de Celendín y a su otra parte el río Marañón.

## Mirador turístico

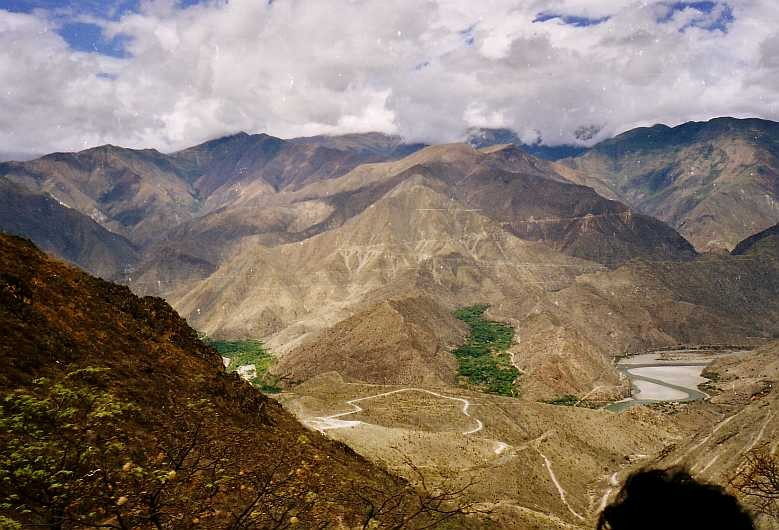
Vista al río Marañón desde Jelig

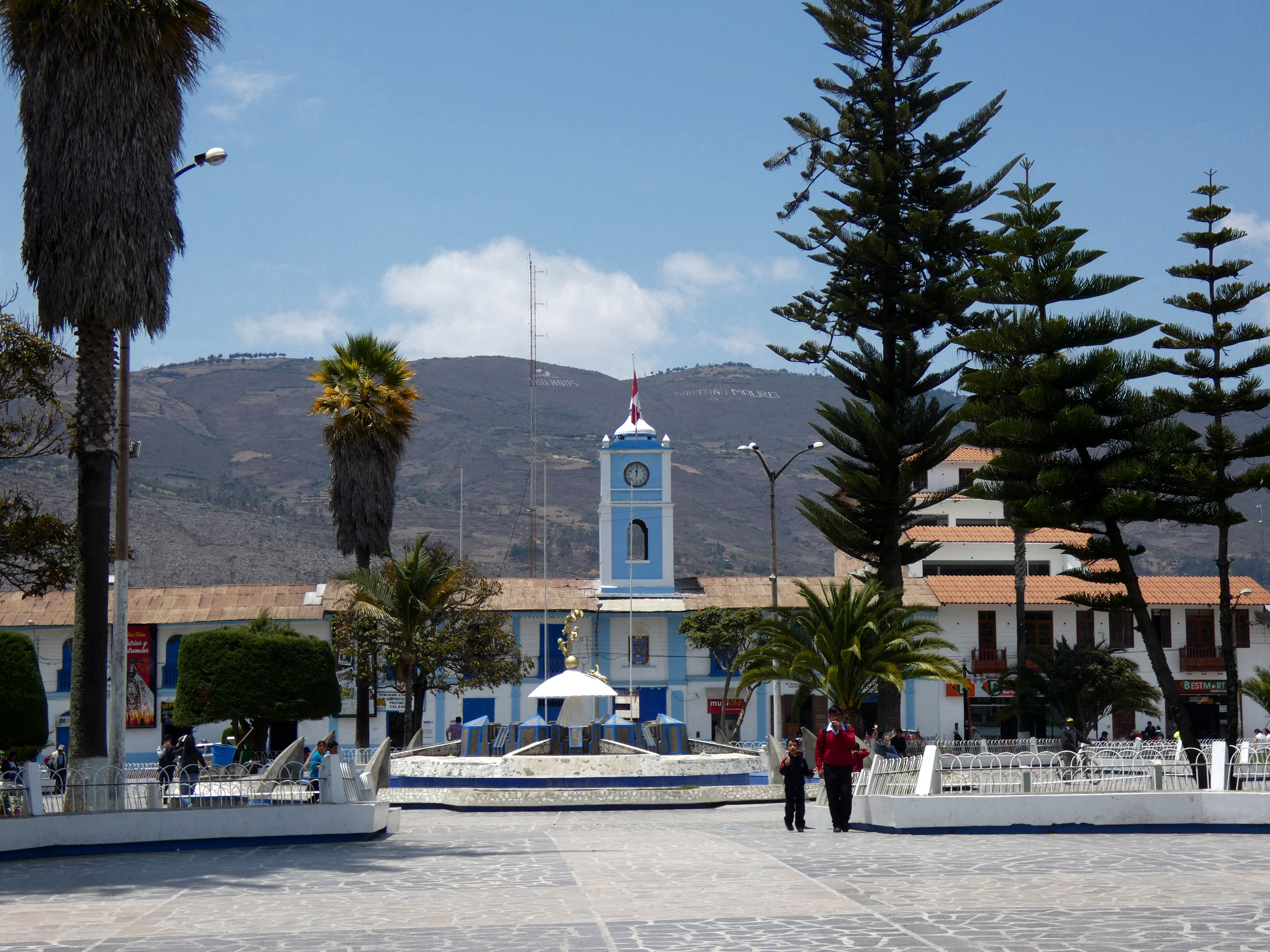
Jelig desde la Plaza de Armas de Celendín

Jelig también es conocido por ser un Mirador Turístico, donde se logra ver el río Marañón y todo Celendín, llamando la atención de turistas y propios Celendinos.

## Flora y Fauna
En Jelig también hay mucha Flora y Fauna, entre ello hay:
Flora: 
- Fabacea
- Onoseris sp
- Rubus robustus
- Jatropha humboltiana

Fauna

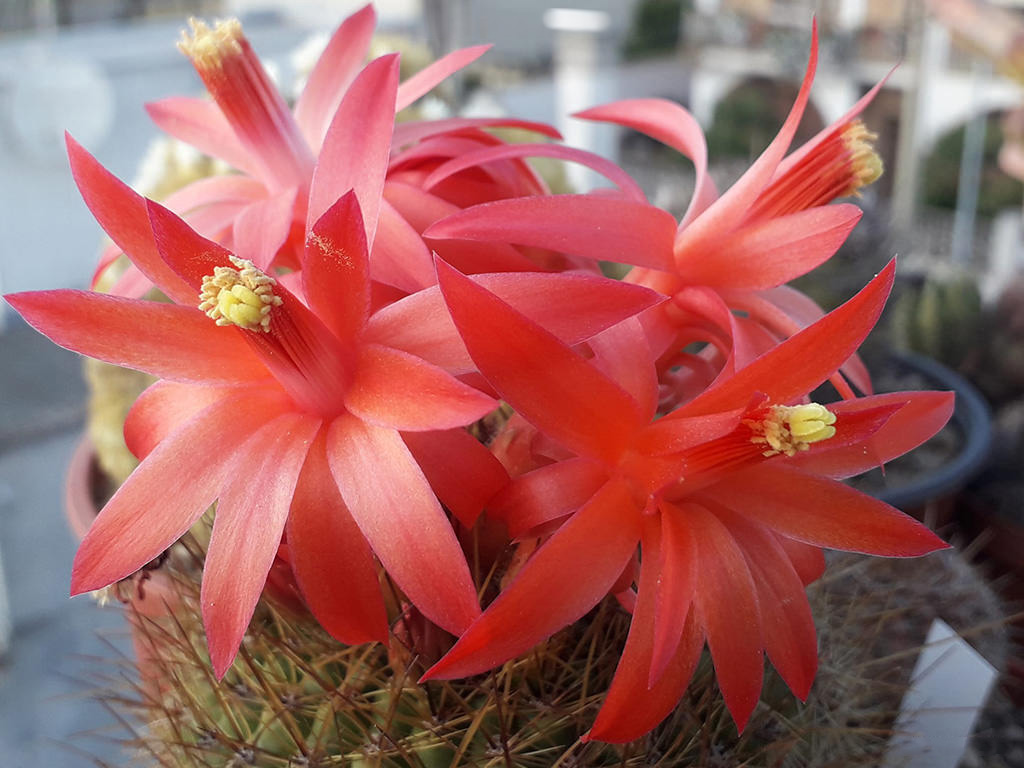
Una Matucana Celendinesis

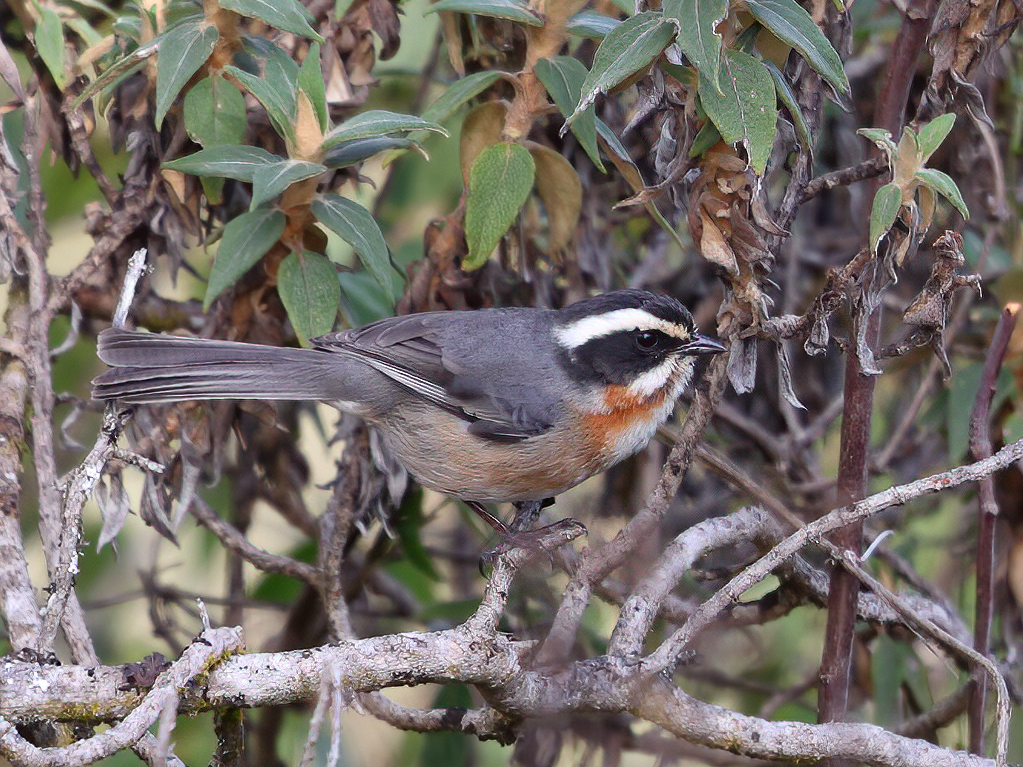
Una pequeña ave Monterita de Cajamarca

- Patagioenas oenops - Peruvian Pigeon - Paloma Peruana

- Patagioenas fasciata - Band-tailed Pigeon - Paloma de Nuca Blanca

- Leucippus taczanowskii - Spot-throated Hummingbird - Colibrí de Taczanowski

- Pyrocephalus rubinus - Vermilion Flycatcher - Mosquero Bermellón

- Piranga flava - Hepatic Tanager - Piranga Bermeja

- Icterus mesomelas - Yellow-tailed Oriole - Bolsero de Cola Amarilla

- Colaptes atricollis - Black-necked Woodpecker - Carpintero de Cuello Negro

- Glaucidium peruanum - Peruvian Pygmy-Owl - Lechucita Peruana

- Mimus longicaudatus - Long-tailed Mockingbird - Calandria de Cola Larga

- Chaetocercus mulsant - White-bellied Woodstar - Estrellita de Vientre Blanco

- Phacellodomus dorsalis - Chestnut-backed Thornbird - Espinero de Dorso Castaño

Fuente: https://avesdecajamarca.blogspot.com/2018/03/aves-flora-paisajes-gente-la-ruta-jelig.html?m=1

## La Ruta Jelig-Balsas

Limón Utco, Celendín

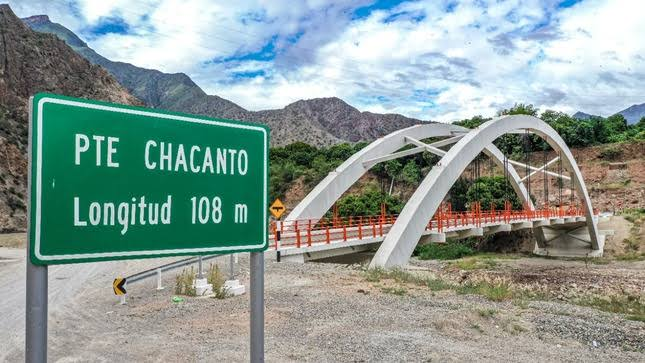
Balsas, Amazonas

Esta ruta es conocida por que cruza el cerro, pasa por el centro poblado Limón-Utco, y llega al centro poblado de Balsas, ya en el Departamento de Amazonas, con una duración de aproximadamente una hora.

## La Ruta Jelig-Chachapoyas

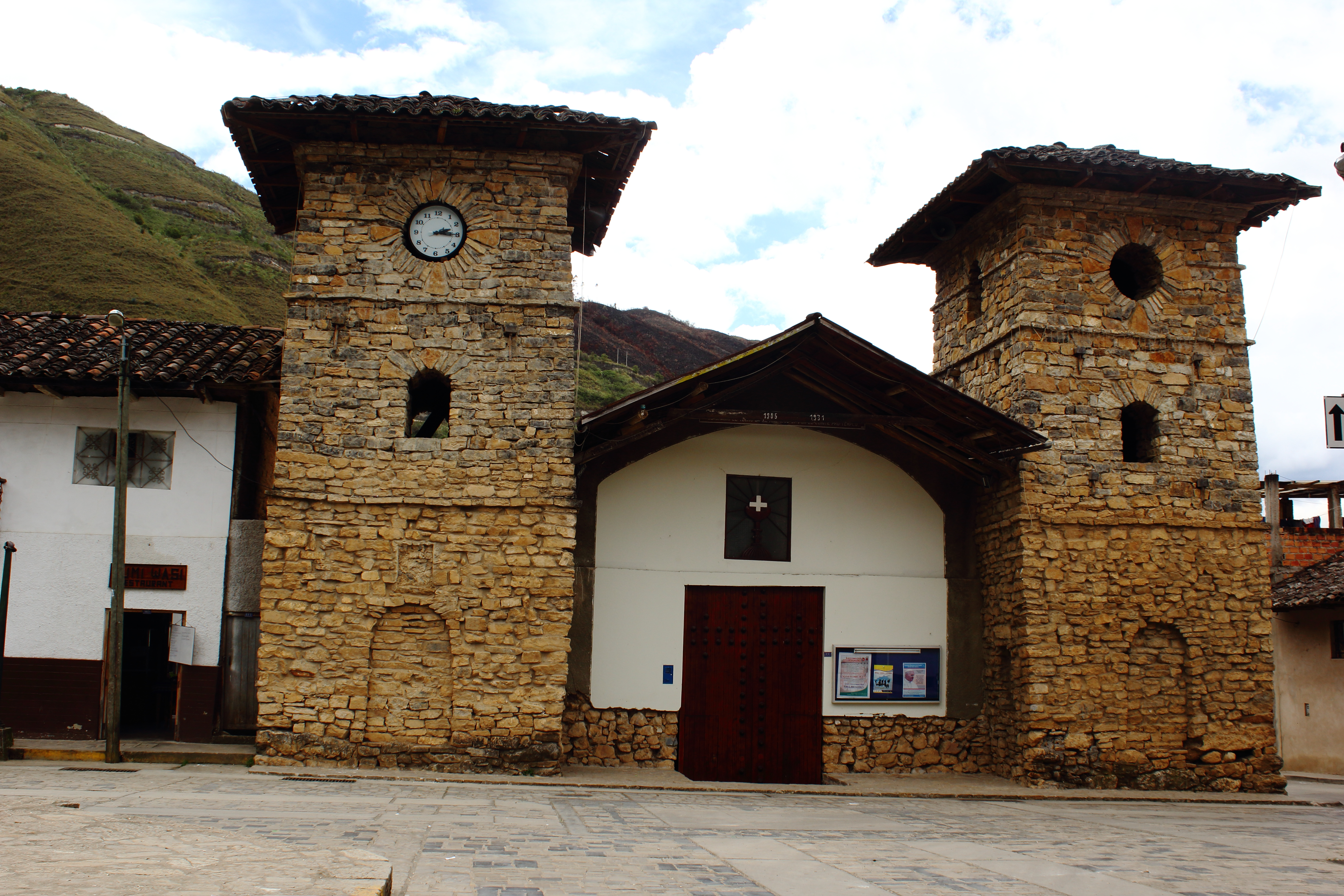
Leymebamba, Amazonas

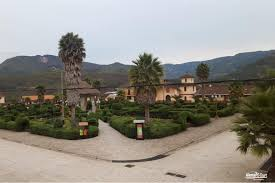
Nuevo Tingo, Amazonas

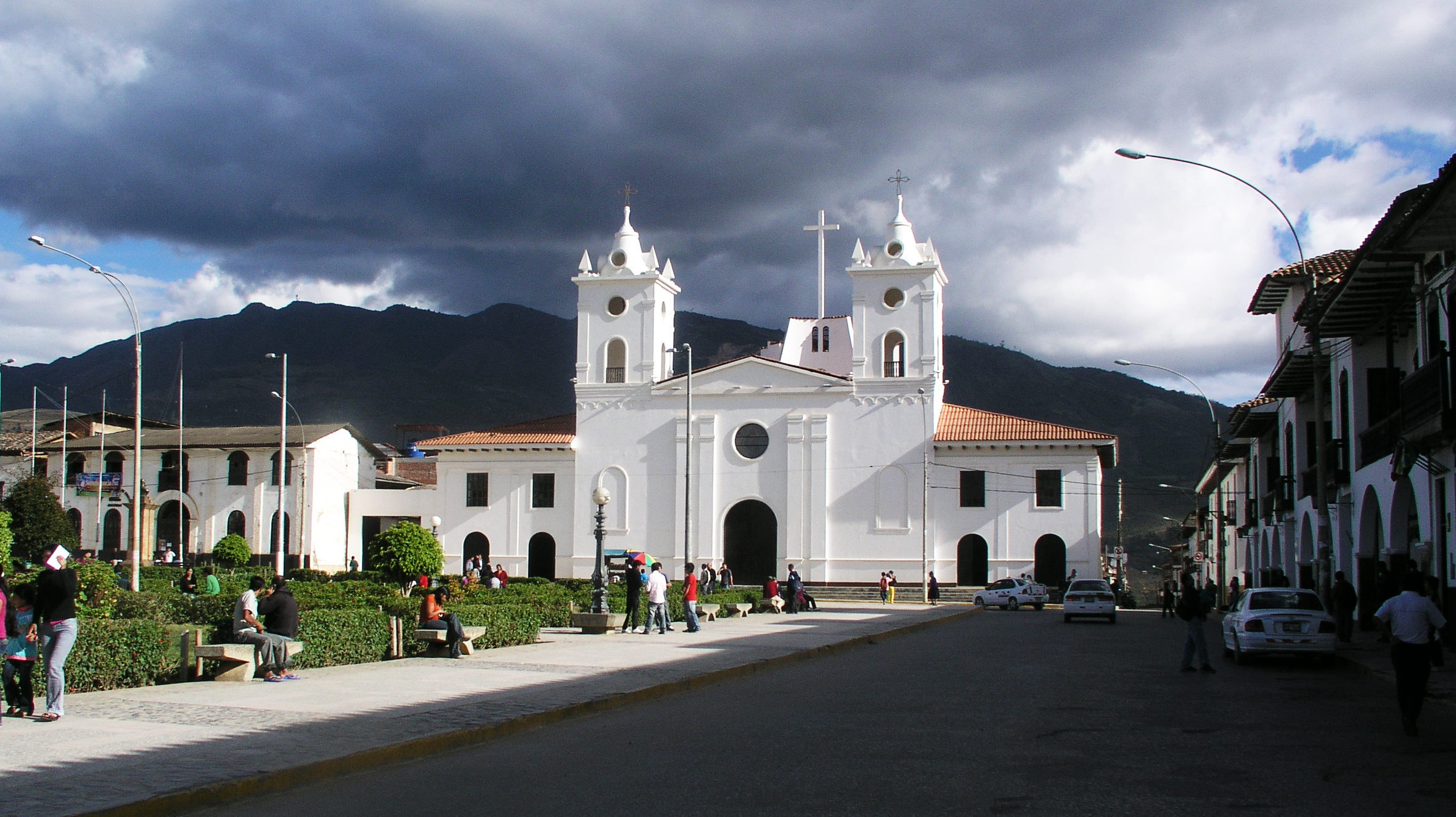
Chachapoyas, Amazonas

Esta ruta es casi igual a la anterior, lo único que cambia es que pasa a Leymebamba, luego a Nuevo Tingo y llega a Chachapoyas, con una duración aproximada de siete horas